# Agradoot
Agradoot est le nom d'un collectif de réalisateurs indiens tels que N.B. Agrami, Bibhuti Lata...

## Filmographie sélective
- 1948 : Sankalpa
- 1956 : Trijama
- 1965 : Surya Tapa
- 1973 : Sonar Khancha
- 1989 : Aparanher Alo